# Minería en Chile

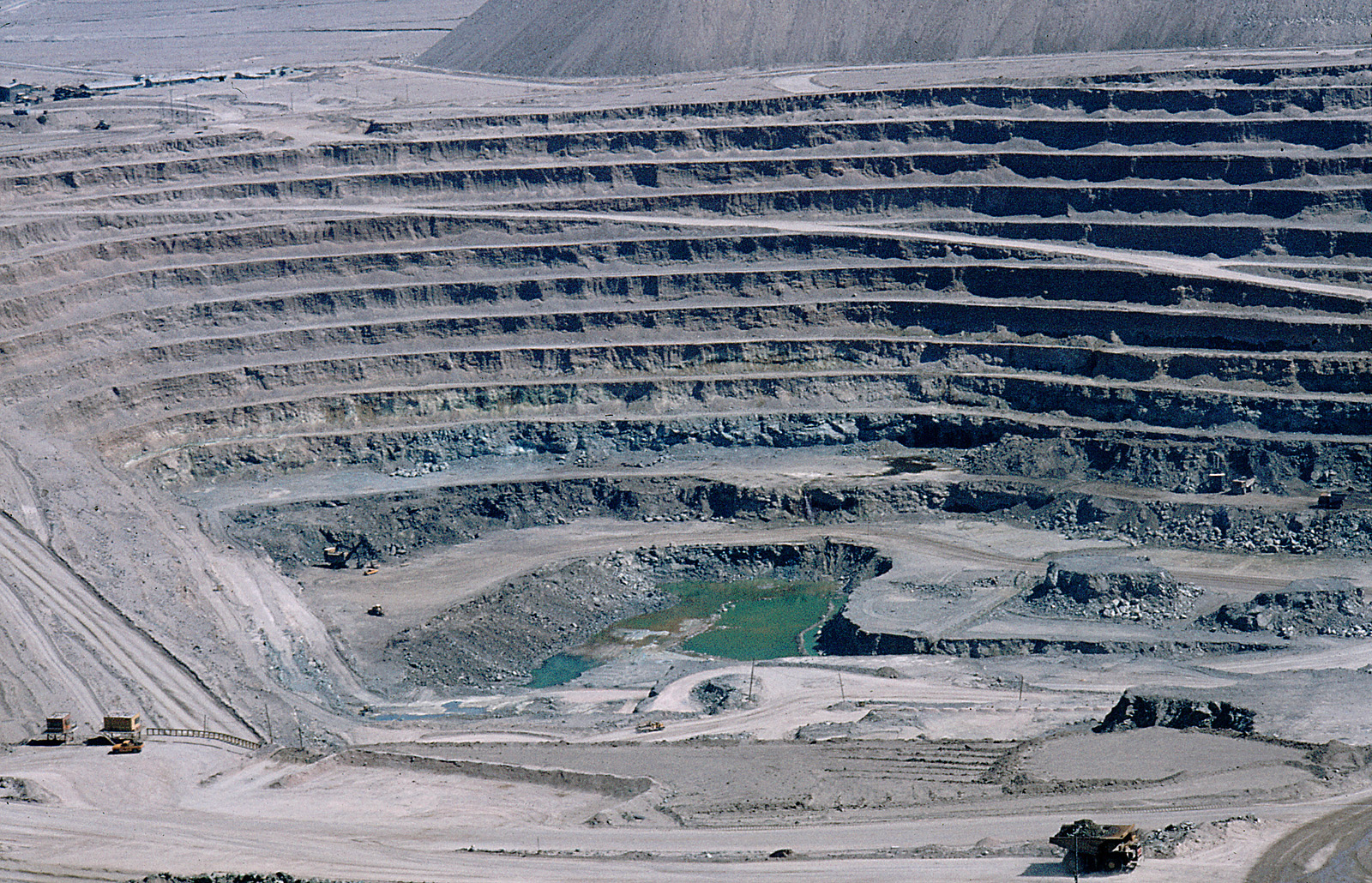
La mina de Chuquicamata, símbolo de la minería en Chile.

La minería es una de las principales actividades de la economía chilena. Actualmente aporta el 11 % del PIB nacional, y es el área con mayor inversión extranjera con un 33,3 % del total. El país es el principal productor a nivel mundial de cobre, renio, nitratos naturales, litio y yodo. Además destaca su participación en la producción de molibdeno, plata y oro.
Chile fue, en 2020, el mayor productor mundial de cobre, yodo y renio, el segundo mayor productor de litio y molibdeno, el sexto mayor productor de plata, el séptimo mayor productor de sal, el octavo mayor productor de potasa, el decimotercer productor de azufre y el decimotercer productor de mineral de hierro del mundo.

## Historia

### Inicios
El pueblo de los atacameños que habitaba en el interior del desierto de Atacama fue el primero en incursionar en la explotación de minerales en Chile. Extraían cobre en la zona en que actualmente se encuentra la mina de Chuquicamata y oro en el sector del volcán Incahuasi. El uso fundamental que le daban a estos minerales era ceremonial, para la fabricación de joyas, hachas, máscaras funerarias, etc. Como técnicas de extracción usaban herramientas de madera y piedras talladas, así como también barrenos, para hacer agujeros, y cinceles, para labrar a golpes de martillos los metales y piedras. También trabajaron el bronce, aleación de cobre y estaño, ocupando hornos para realizar la fundición.

### Conquista
La conquista de Chile estuvo guiada fundamentalmente por la abundancia de riquezas del territorio. Diego de Almagro y Pedro de Valdivia llegaron a estas tierras motivados por noticias de que encontrarían una gran cantidad de oro y plata, como en México y Perú, pero no fue así. Es por esto que se dedicaron a la explotación en lavaderos de oro, que se convertiría en la actividad más importante del siglo XVI, solventando gran parte el proceso que llevaban los españoles. Se calcula que entre los años 1542 y 1560 se extrajeron alrededor de 2 toneladas de oro anualmente, facilitada por el trabajo de un gran número de indígenas bajo el sistema de la encomienda.[cita requerida] Las principales ciudades que fueron fundadas en ese tiempo, como La Serena, Concepción, Imperial, Villarrica y Valdivia, se erigieron cercanas a terrenos auríferos. En 1598 ocurrió la batalla de Curalaba, donde los españoles combatieron contra el pueblo mapuche a causa de su interés por este mineral, siendo derrotados teniendo que retirarse del territorio y perdiendo todos los lavadores al sur del río Biobío. Luego la actividad entraría en decadencia a causa del agotamiento de los lavaderos en el resto del país y también por la disminución de la mano de obra indígena.

### Colonia
Los españoles pobres y los mestizos son los primeros en sacar provecho de la legislación colonial referente a la minería, la cual permitía la explotación de yacimientos a cualquier persona que realizara inscripción y que mantuviera las faenas en operación. Sin embargo, durante gran parte del siglo XVII la producción dificultosa. La actividad agrícola pasó a ser el principal motor de la economía del Reino de Chile y la actividad minera fue desplazada fuera de las zonas de guerra, por lo que se vio fortalecida en el norte.
La explotación minera colonial se enfocó fundamentalmente en torno a los tres metales tradicionales: el oro, la plata y el cobre. Los lavaderos fueron reemplazados por la extracción en minas, como las de Andacollo, Chucumata, Copiapó, Inca, Catemu y Petorca. Por su parte, la plata adquirió importancia con la explotación en la ya mencionada Copiapó, sumándole las de Uspallata y San Pedro Nolasco, y en las minas de azogue de Punitaqui y Quillota, desde donde se extraía el mercurio usado para separar la plata de otros minerales. Por último, la minería del cobre comenzaría a fines del siglo XVII, con la extracción a pequeña escala en minas de Coquimbo, Atacama y Aconcagua. Este mineral representaba, en la exportación a Lima para la fabricación de cañones, una cantidad similar a la del trigo. La producción de cobre durante la colonia se calcula entre 1500 y 2000 toneladas anuales, utilizado principalmente para fines decorativos, fabricación de utensilios, moneda y artillería, además de ornamentación básica, relojes y engranajes.
A fines del siglo XVIII, las ordenanzas mineras y el auge de la plata y el cobre en el norte, permitieron la conformación de un gremio minero, el cual era apoyado por el gobierno colonial a través del denominado Real Tribunal de Minería. Esta institución, encargada de la legislación sobre el tema y de fomentar la actividad, encargó al jurista Juan Egaña un informe sobre el estado de la minería en Chile, cuyo resultado dado en 1803, informó sobre la falta de tecnología de los mineros y la pobreza de su gremio. Esta preocupación siguió durante el siglo XIX, iniciándose un nuevo ciclo en la minería nacional.

### sigloXIX

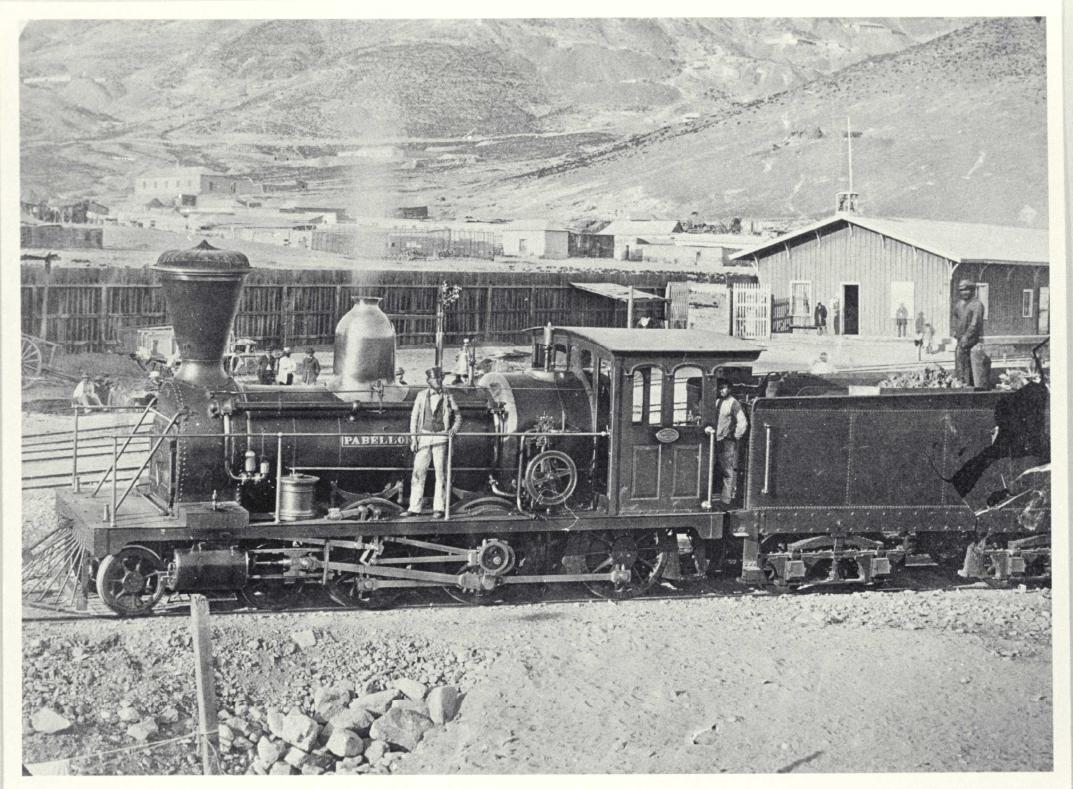
Estación de ferrocarriles de Chañarcillo.

La minería tuvo un notable auge en el país una vez concretada la Independencia en 1818, pues se terminaron las trabas que estaban impuestas al comercio colonial, abriéndose internacionalmente. Es así como a mediados del siglo XIX, las exportaciones de cobre a Inglaterra pasaron de 60 a 12700 toneladas. El producto vendido no era cobre refinado, sino que relaves y ejes, por lo que su precio disminuía. Esta situación cambió cuando el horno de reverbero reemplazó al horno de manga en la producción del mineral, permitiendo la obtención de un cobre con mayor pureza. Esta tecnología fue introducida en Chile en 1831 por el ingeniero de minas Carlos Lambert.
Con la técnica nueva ya expandida en el país, además de la ya instalada revolución industrial, la demanda de cobre mundial creció, por lo que este producto se volvió protagonista importante de la economía del país. Ya a mediados de siglo, Chile se transforma en el mayor productor de cobre a nivel planetario. Fundamental en este proceso fue el descubrimiento del Pique de Tamaya, por parte del industrial José Tomás Urmeneta. El empresario instalaría las primeras fundiciones del material, en Guayacán y Tongoy, además de financiar una línea de ferrocarril e instalaciones portuarias. Con la invención de la electricidad se comienza a usar en el cableado, en motores de tracción eléctrica de ferrocarriles, y en el teléfono y telégrafo, entre otros. Una crisis en la producción a partir de 1870, y el agotamiento de los yacimientos en el norte, harían que el auge del mineral decayera. Esta situación fue compensada por la creciente demanda por el salitre que, a fines del siglo XIX, representó en sus exportaciones el 40% de los ingresos de la nación.
En cuanto a la plata, aunque ya existían yacimientos operativos, el descubrimiento de Chañarcillo fue un factor clave en el explosivo crecimiento de este sector en este siglo, dando origen a una boom de la plata en el país. Más descubrimientos y explotaciones aumentaron notablemente la producción de plata, que aumentó de 10.000 kilos anuales a comienzos del siglo, a una producción promedio de 150.000 kilos por año, entre 1867 y 1900. Este auge tendría su última expresión con el descubrimiento de Caracoles en 1870. La producción récord sería en 1887, con 220.183 kilos. La producción bajaría a menos de la mitad para final de siglo.

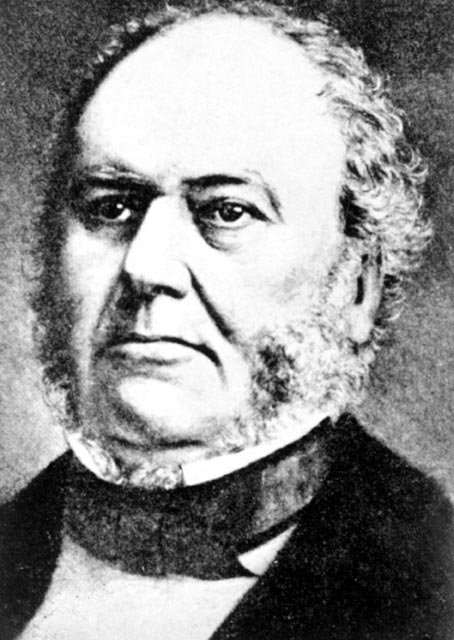
Guillermo Wheelwright.

El auge de la minería se reflejó en aspectos como el demográfico y urbanístico, siendo algo sobresaliente la construcción del ferrocarril Caldera-Copiapó entre Caldera y Copiapó, proyecto concretado por Guillermo Wheelwright en 1851. Permitió reducir el tiempo y costo del transporte, que anteriormente se efectuaba en mulas.
El escenario de constante conflicto bélico en el mundo hizo al salitre clave, por ser el elemento más común en la fabricación de explosivos. A esto, se añade que también era ocupado como fertilizante, por lo que se hizo fundamental en el área de la alimentación. A esta inmejorable situación en que se encontraba el país, se adiciona el triunfo en la Guerra del Pacífico (también llamada Guerra del Guano y el Salitre) por el cual se ganan importantes yacimientos salitreros en las provincias de Tarapacá y Antofagasta, que ya habían sido explotados por capitales chilenos anteriormente. Chile se transformó en el mayor productor de nitrato del mundo. Entre 1880 y 1930 las exportaciones salitreras constituyeron el área fundamental de la economía nacional.
La minería del carbón también cobró importancia en el país. A pesar de que ya se sabía de su existencia en la zona del Biobío, sólo a mediados de siglo comenzó su explotación. En 1841 el ya mencionado, Guillermo Wheelwright, hizo posible la extracción de 4.000 toneladas que luego serían transportadas al puerto del Callao. Para 1844 ya existían tres minas, en Colcura y Coronel. Tres años más tarde se realizaron las primeras fundiciones de cobre con carbón, en Lirquén a manos de Jorge Rojas Miranda. En 1852, Matías Cousiño organizaría junto a Tomás Bland Garland la Compañía Cousiño & Garland, que en el siguiente siglo se transformaría en la Empresa Nacional del Carbón. Hacia 1854, la exportación de este mineral llegó a 22.000 toneladas, cifra que se triplicaría al terminar el siglo.
En 1874, se promulgó el primer Código de Minería en Chile, en el cual se determinaron varias regulaciones a la actividad, como la autorización de explotación con títulos provisionales. En 1888, se promulgaría un nuevo código, que especificó el pago de patente por la explotación.

### sigloXX

#### Salitre

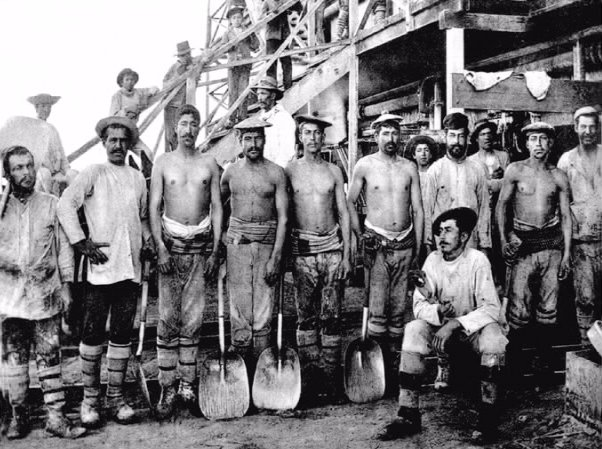
Trabajadores de una salitrera.

La industria salitrera iba en alza constante. Requería poca tecnología, a diferencia de la extracción de cobre, pero una gran fuerza laboral, fluctuando en unas 30.000 personas en promedio. Con el comienzo de la Primera Guerra Mundial, la exportación de salitre llegó a constituir un 70% del total de las exportaciones del país, aportando un 30% del total del PIB en el periodo 1900 - 1920, y representando la mitad de los impuestos de la nación.
El Estado ahora contaba con una mayor riqueza, por lo que comenzaría un proceso de creciente gasto público para el bienestar de la población. Como muestra de esto, si en 1860 concurrían poco más de 20.000 estudiantes a escuelas básicas y medias públicas, para 1900 la cifra aumentó a casi 170.000, llegando, en 1920, a 400.000 alumnos aproximadamente. La red de ferrocarril crecería de 1.106 a 4.579 kilómetros entre 1890 y 1920.
En cifras generales, entre 1880 y 1930, el salitre hizo que la riqueza del país aumentara en 3.500 millones de dólares, y se incrementó la renta per cápita en un 27.6%. Además se generaron cambios en la administración económica del país, dando más importancia a los inversionistas extranjeros, y, a pesar del laissez-faire predominante, el gobierno comenzó a adquirir un papel más protagónico en el área.
La dependencia económica que tenía el país en el salitre era total, hasta que el químico alemán Fritz Haber consiguió elaborar nitrato sintético industrial, desplazando paulatinamente el producto natural del mercado, provocando posteriormente la mayor crisis social y económica de la historia de Chile.

#### Cobre

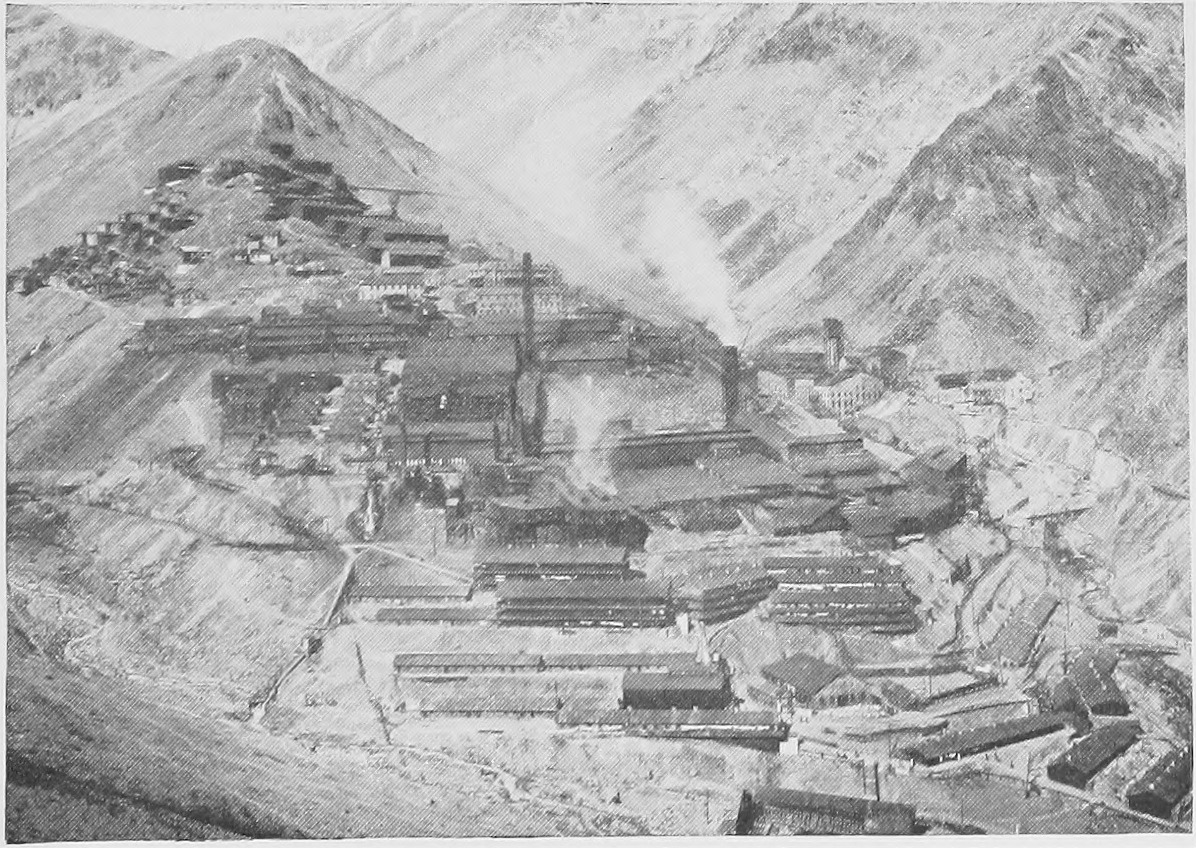
El campamento de Sewell en 1922.

A través del cobre, Chile tuvo una oportunidad de sobreponerse a la crisis salitrera y la Gran Depresión de 1929. La industria se vio revolucionada por la utilidad del mineral en las conexiones eléctricas, telefónicas y en la electrónica en general, elevando su demanda mundial. Bastante influencia tuvo la incorporación de nuevas tecnologías en Estados Unidos, permitiendo la explotación de yacimientos con leyes inferiores al 7%. Así es como el proceso de flotación, descubierto en 1901, permitió separar el mineral sulfurado de cobre del resto de los componentes de la roca original.
En un principio, el gobierno acompañó el auge de la gran minería del cobre con políticas orientadas a favorecer las inversiones y aumentar la producción. El temor generado por la situación del salitre originó la necesidad de diversificar las exportaciones utilizando los excedentes que producía este mineral. Es así como en 1939, por ejemplo, se creó la Corporación de Fomento de la Producción (Corfo).
El interés estadounidense continuaría con la adquisición, por parte de la Braden Copper Company (sociedad de William Braden y Barton Sewell), de la mina El Teniente. Se fundaría junto a ella el campamento minero El Establecimiento, que tras la muerte de Sewell se renombró con su apellido. Braden, tras el fallecimiento de su socio, adquiriría la mina Potrerillos, que también tuvo un poblado a un costado que llegó a tener 7.000 habitantes. La mina sería abandonada definitivamente a comienzos del siglo XXI por su alta contaminación, y por su baja productividad comparada con la cercana mina El Salvador, abierta en 1959.
En 1915, la familia Guggenheim adquirió el más emblemático de los yacimientos mineros del país: Chuquicamata. 7 años más tarde la Anaconda Copper Company compró el 51% del complejo en 77 millones de dólares, la transacción más grande realizada hasta ese entonces en Wall Street. En 1929, adquirió la parte restante.

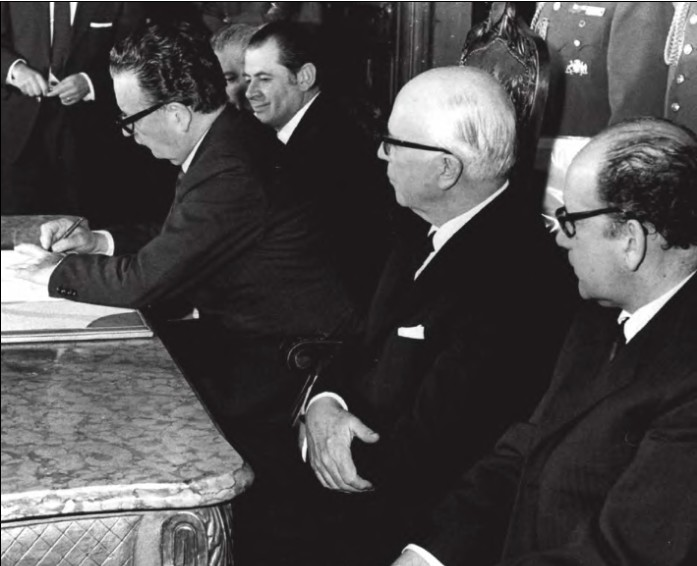
Salvador Allende firma el decreto promulgatorio de la reforma constitucional que da inicio a la Nacionalización del cobre.

El estallido de la Segunda Guerra Mundial transformó a Chile en un importante actor por la industria del cobre. Se calcula que el 18% del metal rojo usado en la guerra provino del país. Se posicionaría como el segundo productor de cobre en el mundo. En 1955, durante el gobierno del presidente Carlos Ibañez del Campo, se promulgó la "Ley del nuevo trato", que regulaba la situación tributaria y de fiscalización de la minería. Es aquí donde se habla por primera vez, oficialmente, de Gran Minería del Cobre, para referirse a sociedades con producciones mayores a 75.000 toneladas métricas de cobre blíster. Originalmente el término se aplicó sólo a Kennecott Corporation (El Teniente) y la Anaconda Copper Company (Chuquicamata, Potrerillos y El Salvador).
Con el comienzo de los años sesenta, la discusión política giró en torno a la posible especulación en el precio que estaban practicando las empresas norteamericanas, las cuales no estaban expandiendo la producción de acuerdo a las necesidades del país. Se creía que el cobre era demasiado fundamental como para que las decisiones estratégicas estuvieran en manos extranjeras. De esta manera el gobierno de Eduardo Frei Montalva iniciaría en 1964 el proceso denominado "Chilenización del cobre", asociando el Estado con las empresas, que eran mayoritariamente estadounidenses, tomando en sus manos la comercialización y haciendo grandes inversiones para expandir la producción. El cambio de propiedad se llevó a cabo inicialmente mediante los llamados "contratos ley", para luego pasar en 1969 a la nacionalización pactada, idea encabezada por el ministro de Minería de la época, Alejandro Hales.
Al intento de Frei Montalva lo seguiría la "Nacionalización del cobre", durante el gobierno de Salvador Allende, en una reforma constitucional que fue aprobada unánimemente en el parlamento en 1971. Esta decisión fue de tal importancia, que fue una de las pocas políticas públicas que mantuvo la dictadura de Augusto Pinochet. En un comienzo las propiedades mineras que fueron expropiadas y estatizadas eran administradas individualmente por la Corporación del Cobre, la que sería reemplazada en 1976 con la creación de Codelco. Un año después se introduce el decreto de ley N° 1.759, consistente en un sistema mixto de propiedad minera, que permite añadir capitales extranjeros a empresas mineras nacionalizadas.
En 1980, comenzó a ser utilizado el proceso de extracción por solventes y la electroobtención para la purificación del cobre, produciendo cátodos de alta pureza.
Codelco se convirtió en una pieza importante del desarrollo de Chile, aunque fue disminuyendo su participación comparada con el total nacional con la llegada de la inversión extranjera. Tras la promulgación de la Ley Orgánica Constitucional de Concesiones Mineras el sector se abrió nuevamente a la inversión privada. A partir de los 90, junto al retorno a la democracia, el área minera tendría una notable expansión con la llegada de nuevos capitales.
Tal vez el más emblemático de los nuevos yacimientos es Escondida, en la región de Antofagasta, el cual es actualmente la mina de cobre a rajo abierto de mayor producción a nivel mundial.

#### Otros minerales

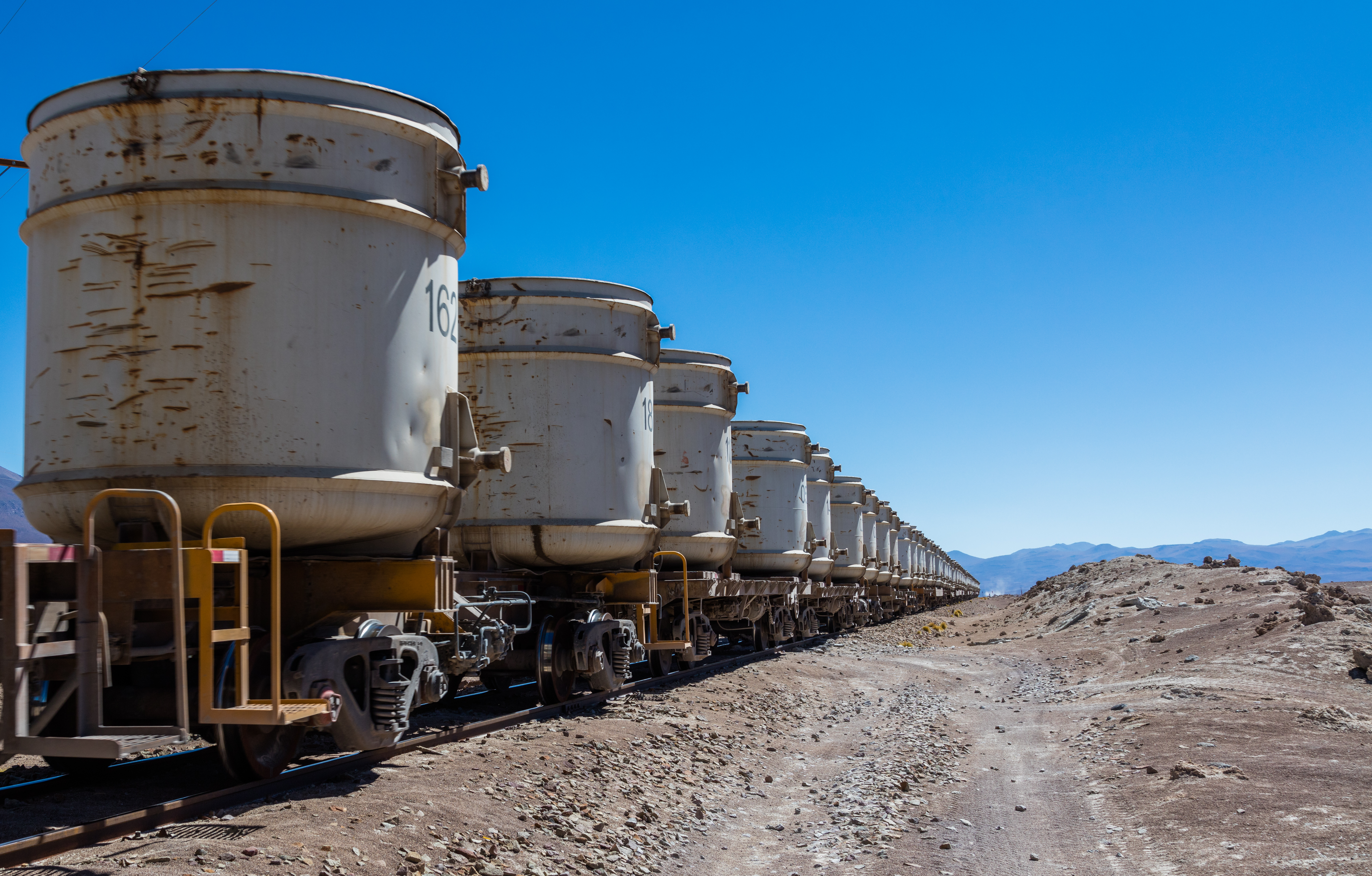
Tren de la FCA en el trayecto Ollagüe-Uyuni cargado con minerales.

El molibdeno se comenzaría a recuperar en Chile a partir de 1939, en El Teniente. En 1950 la producción llegó a 1.000 toneladas anuales. Una década después se instalaron plantas de recuperación en El Salvador y Chuquicamata, lo que incrementó la producción 4.600 toneladas por año en 1966. En 1977 se instaló otra planta en la división Andina, dejando al país como tercer mayor productor mundial, superando las 10.000 toneladas.
El carbón sería otro mineral vital para la industria mundial. La explotación a gran escala en Chile se inició en el siglo XIX, en el área que hoy corresponde a la Región del Biobío. El carbón significó para la época una relevante fuente de trabajo para el Biobío, región que lideraba la producción nacional. El cierre de los yacimientos planteó un serio problema laboral y social, ya que las protestas por calidades de vida mejoradas, en su mayoría terminaron con represión por parte del estado y varios obreros muertos. Especialmente en mineras de Lota.
La producción de hierro alcanzó importancia con la explotación en el mineral El Tofo, dentro del denominado cinturón de hierro de Chile en el Norte Chico. Su producción anual era de 2 millones toneladas con una ley que superaba el 60%. Posteriormente, en 1950 comenzó a operar la Compañía de Acero del Pacífico (CAP) que adquirió el mineral El Algarrobo y luego El Tofo. A partir de ahí se intensifica la exportación de hierro, logrando 12 millones de toneladas de mineral por año. Años más tarde, las exigencias de calidad impuestas por los compradores han disminuido la exportación de mineral bruto y exportar una materia prima más enriquecida como es el pellet, donde la planta peletizadora de Huasco, inaugurada en 1978, es su principal referente.

### Actualidad
En 2020 se produjeron 5773 miles de toneladas métricas de cobre en Chile, lo que representó un 28,5% de la producción mundial. El país sigue ubicado como el máximo productor de este metal, seguido de Perú con un 10,9% y China con un 8,4%.
También de acuerdo a 2020, el país está ubicado como el quinto principal productor de plata, con una producción de 1576 toneladas ese año. El molibdeno sigue siendo importante en la producción nacional, siendo el segundo mayor productor mundial con 59,32 miles de toneladas en aquel periodo.
Aparte de los metales ya nombrados, Chile registra producción de plomo, zinc y hierro. En cuanto a minería no metálica, se explotan arcillas (arcilla bauxítica, bentonita y caolín), carbonato de calcio (caliza, coquina y carbonato de calcio blanco), cloruro de sodio, boro (ácido bórico y ulexita), litio (carbonato, cloruro e hidróxido), potasio (cloruro y sulfato), diatomita, feldespato, nitratos, perlita, pumicita, silíceos (cuarzo y arena silícea), rocas fosfóricas (apatita, fosforita y guano), rocas ornamentales (mármol y travertino, anteriormente lapislázuli), sulfato de cobre, turba, yeso y yodo. Existe también la producción de combustibles, como carbón, petróleo y gas natural.

## Contaminación
Paralelamente a la importancia económica que va adquiriendo el sector de la minería, también se ha ido transformando en una de las actividades productivas más invasivas en el medio ambiente de las zonas en que se desarrolla. Durante el siglo XIX y bien entrado en el siglo XX prácticamente no existió conciencia ambiental, colocando el interés por el progreso económico siempre por sobre sus eventuales consecuencias.
La ley que permitía la inversión extranjera en este sector, promulgada en 1974, fue un hecho clave en este tema. La fuerte expansión de la minería a partir de ahí generó un importante impacto medioambiental, que paulatinamente adquirió ribetes de insostenible. A partir de 1990 las autoridades comenzarían a discutir medidas para detener el daño, centrándose en primer lugar en la contaminación atmosférica de las fundiciones y de los tranques de relave.
Se comenzó a regularizar el tema, iniciándose la búsqueda de una coexistencia entre el cuidado del medio ambiente y el desarrollo económico a través de una legislación apropiada. A partir del Decreto Nº 185 de 1992, y en un marco de acuerdos voluntarios entre diversos sectores productivos y el gobierno, se iniciaron planes de descontaminación en las 5 fundiciones de cobre estatales y se implementaron estudios de impacto ambiental en toda faena minera que se abriera, lo que derivó en que más del 60% de aquellos estudios correspondiera al sector de la minería. Ese mismo año, Chile se adhiere a la Convención de Basilea, al cual se pronuncia sobre el control del tránsito fronterizo de residuos peligrosos. Luego, la Ley de Bases del Medio Ambiente de 1994 y la promulgación de su reglamentación en 1997, impondrían una mayor conciencia ambiental en las actividades mineras de Chile. En 2010 aumentaría el cuidado en el área con la creación del Ministerio del Medio Ambiente, que modificó parcialmente la ley 19.300 de Bases del Medio Ambiente.

## Producción
Fuente: Comisión Chilena del Cobre (COCHILCO) y del Servicio Nacional de Geología y Minería (SERNAGEOMIN).

### Minería metálica

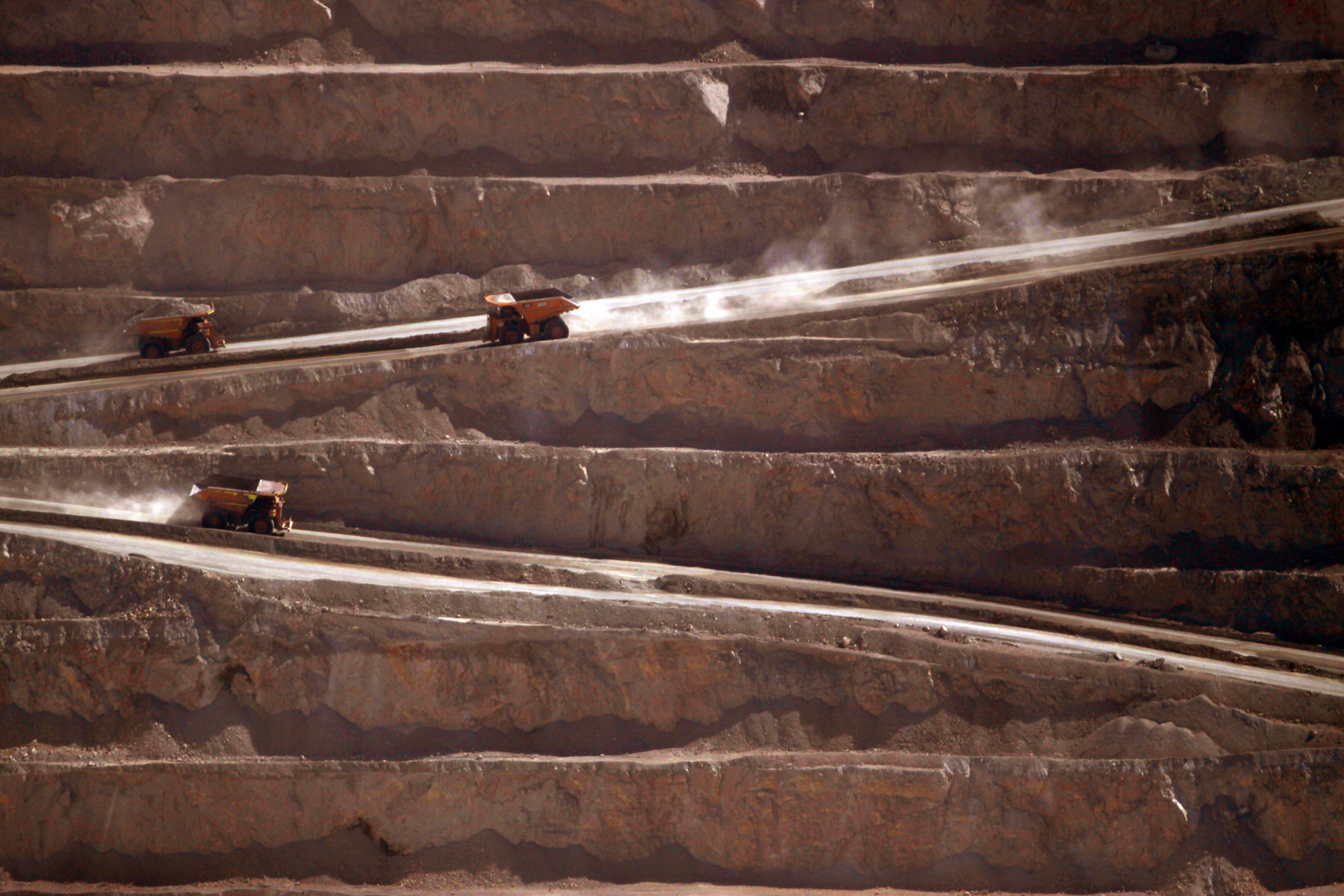
Escondida es actualmente la mina de mayor producción de cobre en el mundo.

| Año  | Cobre(1) | Molibdeno(2) | Oro(3)   | Plata(2) | Plomo(2) | Zinc(2) | Hierro(1) | Manganeso(2) |
| ---- | -------- | ------------ | -------- | -------- | -------- | ------- | --------- | ------------ |
| 2005 | 5 320.5  | 48 040.7     | 40 447.0 | 1 399.5  | 878      | 28 841  | 7 862.1   | 39 786       |
| 2006 | 5 360.8  | 43 277.6     | 42 100.2 | 1 607.1  | 672      | 36 238  | 8 628.2   | 37 169       |
| 2007 | 5 557.0  | 44 912.1     | 41 527.0 | 1 936.4  | 1 305    | 36 453  | 8 817.7   | 26 808       |
| 2008 | 5 327.6  | 33 686.5     | 39 162.0 | 1 405.0  | 3 985    | 40 519  | 9 315.6   | 18 273       |
| 2009 | 5 394.4  | 34 924.9     | 40 834.2 | 1 301.0  | 1 511    | 27 801  | 8 242.3   | 5 722        |
| 2010 | 5 418.9  | 37 185.5     | 38 416.6 | 1 276.2  | 695      | 27 662  | 9 129.5   | -            |
| 2011 | 5 262.8  | 40 889.3     | 43 927.3 | 1 268.7  | 841      | 36 602  | 12 624.6  | -            |
| 2012 | 5 433.9  | 35 089.9     | 48 648.5 | 1 151.2  | 410      | 26 762  | 17 330.1  | -            |
| 2013 | 5 776.0  | 38 715.4     | 48 565.4 | 1 217.7  | 1 829    | 29 759  | 17 108.9  | -            |
| 2014 | 5 761.1  | 48 770.2     | 46 751.0 | 1 596.8  | 2 678    | 45 094  | 18 865.8  | -            |
| 2015 | 5 772.1  | 52 579.3     | 44 010.0 | 1 547.1  | 2 979    | 48 071  | 15 448.0  | -            |
| 2016 | 5 552.6  | 55 647.3     | 43 275.0 | 1 494.7  | 1 110    | 42 870  | 9 008.9   | -            |
| 2017 | 5 503.5  | 62 746.1     | 37 911.0 | 1 318.6  | 1 562    | 29 008  | 9 549.3   | -            |
| 2018 | 5 831.6  | 60 705.3     | 37 066.0 | 1 370.2  | 712      | 26 810  | 8 942.6   | -            |
| 2019 | 5 787.4  | 54 758.7     | 38 455.0 | 1 309.3  | 7        | 5 620   | 8 427.2   | -            |
| 2020 | 5 772.6  | 59 319.0     | 33 895.0 | 1 575.8  | 1 386    | 28 662  | 9 891.0   | -            |
| 2021 | 5 624.9  | 49 426.9     | 34 248.0 | 1 383.0  | 382      | 27 915  | 11 163.3  | -            |
| 2022 | 5 376.6  | 45 551.0     | 30 966.0 | 1 274.4  | 457      | 24 092  | 11 059.8  | -            |

### Minería no metálica
- Sólo se consideran los 10 minerales con mayor producción dentro de esta categoría. Cifras en toneladas métricas.

| Año  | Carbonato de calcio(1) | Cloruro de sodio | Compuestos de Azufre | Compuestos de Boro(2) | Compuestos de Litio(3) | Compuesto de Potasio(4) | Nitratos  | Pumicita  | Recursos silíceos(5) | Yeso      |
| ---- | ---------------------- | ---------------- | -------------------- | --------------------- | ---------------------- | ----------------------- | --------- | --------- | -------------------- | --------- |
| 2005 | 6 782 686              | 6 067 583        | 4 784 871            | 469 457               | 44 276                 | 895 916                 | 1 282 815 | 1 620 099 | 1 151 443            | 660 753   |
| 2006 | 7 145 280              | 4 580 471        | 4 757 046            | 468 091               | 51 201                 | 817 855                 | 1 111 771 | 1 423 144 | 1 081 352            | 845 331   |
| 2007 | 7 196 471              | 4 403 743        | 4 570 707            | 535 072               | 59 637                 | 846 545                 | 1 160 384 | 1 135 771 | 1 233 535            | 773 119   |
| 2008 | 7 295 462              | 6 431 029        | 4 722 996            | 590 999               | 56 881                 | 917 091                 | 1 157 582 | 1 063 176 | 1 400 766            | 773 794   |
| 2009 | 6 011 665              | 8 382 215        | 4 895 207            | 613 135               | 30 538                 | 1 130 952               | 1 048 706 | 919 249   | 1 404 521            | 723 928   |
| 2010 | 6 518 417              | 7 694 879        | 4 879 450            | 503 609               | 52 851                 | 1 525 996               | 1 058 712 | 824 049   | 1 326 293            | 758 011   |
| 2011 | 6 269 692              | 9 966 038        | 4 913 000            | 491 421               | 69 597                 | 1 371 689               | 927 922   | 816 565   | 1 236 843            | 917 759   |
| 2012 | 6 657 824              | 8 057 130        | 4 681 966            | 449 572               | 71 594                 | 1 686 408               | 822 584   | 826 779   | 1 267 476            | 799 064   |
| 2013 | 6 454 017              | 6 576 960        | 4 508 772            | 582 074               | 60 646                 | 1 901 215               | 759 384   | 800 031   | 1 358 148            | 1 015 158 |
| 2014 | 6 849 546              | 10 553 440       | 4 629 733            | 591 519               | 62 253                 | 1 870 301               | 722 131   | 809 879   | 1 193 267            | 843 490   |
| 2015 | 6 696 269              | 11 831 116       | 4 551 456            | 517 584               | 56 375                 | 1 889 075               | 795 330   | 804 121   | 1 257 713            | 860 075   |
| 2016 | 7 376 096              | 8 139 914        | 4 879 495            | 558 854               | 78 182                 | 2 087 828               | 805 873   | 840 976   | 1 311 305            | 934 033   |
| 2017 | 7 023 205              | 7 440 741        | 4 661 886            | 607 076               | 81 378                 | 1 975 251               | 852 922   | 838 890   | 1 439 616            | 1 157 466 |
| 2018 | 6 619 275              | 10 012 105       | 4 515 156            | 398 411               | 97 323                 | 1 569 067               | 949 434   | 803 916   | 1 376 389            | 909 191   |
| 2019 | 4 864 005              | 10 476 823       | 3 862 750            | 352 255               | 112 607                | 1 082 059               | 867 585   | 680 771   | 1 290 789            | 977 397   |
| 2020 | 5 185 567              | 9 574 159        | 4 514 231            | 288 103               | 124 602                | 1 535 189               | 996 515   | 672 166   | 1 174 138            | 910 310   |
| 2021 | 5 670 915              | 8 565 307        | 4 282 533            | 363 032               | 162 477                | 1 415 177               | 955 516   | 718 677   | 1 536 357            | 1 007 206 |
| 2022 | 4 954 658              | 10 501 352       | 4 081 692            | 421 935               | 303 241                | 1 071 641               | 843 322   | 725 085   | 1 541 137            | 978 846   |

### Combustibles
| Año  | Carbón(1) | Petróleo crudo(2) | Gas natural(3) |
| ---- | --------- | ----------------- | -------------- |
| 2005 | 732 365   | 192 032           | 2 294          |
| 2006 | 673 744   | 168 701           | 2 199          |
| 2007 | 287 993   | 147 992           | 2 015          |
| 2008 | 533 792   | 153 528           | 1 828          |
| 2009 | 636 074   | 215 447           | 1 889          |
| 2010 | 618 793   | 244 271           | 1 793          |
| 2011 | 654 102   | 276 875           | 1 440          |
| 2012 | 711 714   | 360 445           | 1 207          |
| 2013 | 2 902 444 | 401 428           | 893            |
| 2014 | 4 168 185 | 397 268           | 907            |
| 2015 | 3 161 726 | 285 670           | 1 043          |
| 2016 | 2 525 171 | 238 982           | 1 175          |
| 2017 | 2 495 390 | 197 512           | 1 200          |
| 2018 | 2 294 677 | 178 139           | 1 221          |
| 2019 | 1 606 554 | 179 465           | 1 339          |
| 2020 | 191 562   | 114 041           | 1 315          |
| 2021 | 18 541    | 122 203           | 1 275          |
| 2022 | 14 950    | 142 787           | 1 355          |